# 1472
1472 (MCDLXXII) a fost un an bisect al calendarului iulian, care a început într-o zi de miercuri.

## Nașteri
- 5 aprilie: Bianca Maria Sforza, împărăteasă a Sfântului Imperiu Roman (1508-1510), (d. 1510)

## Decese
- 25 aprilie: Leon Battista Alberti arhitect italian (n. 1404)
- 18 noiembrie: Bessarion  (n. 1403)
- 30 martie: Amadeus al IX-lea, Duce de Savoia  (n. 1435)
- 5 aprilie: Janus Pannonius  (n. 1434)
- 9 august: Ioan Viteaz de Sredna episcop de Oradea, arhiepiscop de Esztergom (n. 1408)
- dată necunoscută: Gheorghe din Trebizonda filosof grec (n. 1395)